# 발해 문자
발해 문자(渤海文字)란 발해에서 사용된 것으로 추정되는 한자계의 문자에 대한 잠재적인 명칭이다. 발해어를 표기하는데 사용되었을 것으로 추정된다.

## 개요
헤이룽장성 녕안현 연변의 훈춘, 화룡등지에서 출토된 발해 기와에 새겨진 문자 가운데 기존 한자와 다른 것이 있었는데 이것을 발해의 독자적 문자로 보는 견해와 기존한자의 와체자(訛體字)거나 속자에 지나지 않는다는 견해가 서로 맞서고 있다.
후자의 대표적인 견해는 중국인 학자 이강의 논문〈論渤海文字〉가 대표적이다. 발해의 문자사용은 《구당서》에 渤海有文字, 靺鞨無文字라고 되어 있어서 문자생활을 했던 것은 확실하나 보통 이 문자는 한자와 한문을 가리킨다고 보고 있다.
이에 맞서 옌벤대학 조선어문학연구소의 최의수는 이것을 거란 문자나 여진 문자와 같은 한자의 영향을 받은 독자적 문자로 보고 있다. 현재 알려진 발해 문자의 수는 수십 남짓으로 자료가 정밀분석할 만한 양에 미치지 못하기 때문에, 이에 대한 확단은 어렵다.

## 참고 문헌
최의수. “渤海文字에 대해 이강선생과 상론함”.